# علي آباد جوهري
علي آبادي جوهري (بالفارسية: علي اباد جوهرئ) كما يُكتب بالتهجئة اللاتينية Alīābād-e Jowharī؛ ومعروفة أيضا باسم ساد أباد) هي قرية إيرانية تقع في قسم لامرد الريفي في البلدة المركزية في مقاطعة لامرد، محافظة فارس، إيران. بلغ عدد سكانها حسب تعداد عام 2006 حوالي 61 نسمة يشكّلون 13 أسرة.